# Schloßhof (Rückholz)
Schloßhof ist ein Ortsteil der Gemeinde Rückholz im schwäbischen Landkreis Ostallgäu. Die Einöde liegt circa zwei Kilometer östlich von Rückholz und ist über die Kreisstraße OAL 1 zu erreichen.

## Geschichte
Der Ort war ein Hof der ehemaligen Burg Falkensberg, er stand schon vor deren Errichtung und trug den Namen Falkensberg. Auch nach der Zerstörung der Burg behielt er diesen Namen und wurde später in Schloßhof abgeändert.

## Baudenkmäler
Siehe auch: Liste der Baudenkmäler in Schloßhof
- Kapelle